# Харизма
Хари́зма (грец. χάρισμα, «милість, божественний дар, благодать») — наділення особистості властивостями, що викликають високу повагу до неї та безумовну віру в її можливості; висока обдарованість, особлива привабливість.
Подібний феномен характерний переважно для великих груп, схильних персоніфікувати свої ідеали в процесі згуртування, та частіше виникає в екстремальних історичних обставинах, коли харизматичному лідеру приписують всі успіхи його прихильників і навіть явні невдачі обертаються на його користь.
Харизма знайома з давніх часів, вона притаманна безумовним суспільним лідерам, історичним особам, які виявили безперечну здатність вести людей за собою людські маси: вожді, пророки, царі, полководці, революційні лідери, голови держав, керівники великих компаній.

## Походження терміна
Слово χάρις уживалося в давньогрецькій міфології для позначення здатності привертати до себе увагу. Харитами називалися старогрецькі богині краси, грації та витонченості.

## Сучасне вживання
У соціологію термін ввів Ернст Трельч. Поняття харизматичного авторитету займало важливе значення в рамках аналізу німецьким соціологом Максом Вебером ідеальних типів держав. За його класичним визначенням: «Харизмою називається якість особи, що визнається надзвичайною, завдяки якій вона оцінюється, як обдарована надприродними, надлюдськими або, щонайменше, специфічно особливими силами та властивостями, не доступними іншим людям». Феномен харизми виникає в малих і особливо великих групах, де спостерігається персоніфікація ідеалів в процесі об'єднання. Харизма найчастіше виникає в екстремальних історичних умовах, коли формується відповідна соціально-психологічна потреба. Якості харизматичного лідера, що діє на релігійній або політичній арені, містифікуються. Його вважають пророком, гігантською історичною фігурою, рятівником, напівбогом, що здійснює «велику місію» приписуються всі успіхи його прихильників.
Почуття гумору, кмітливість і швидкість реакції — ці якості є у кожного харизматика на думку Миколи Овчарова.
Навіть явні невдачі обертаються його прославлянням (втеча сприймається як порятунок, будь-які втрати — як необхідні жертви або підступи ворогів, абсурдні твердження — як незбагненна мудрість). Серед відомих історії харизматичних осіб є засновники світових релігій — Будда, пророк Магомет, Мойсей і Христос. До харизматів належать творці напрямів усередині світових релігій — Мартін Лютер і Кальвін, наприклад. З іншого боку, це великі державні і військові діячі, такі, як Чингісхан або Наполеон. У ХХ столітті серед таких діячів — не лише Гітлер і Муссоліні, Ленін, Сталін і Троцький, але й також Магатма Ганді, Мартін Лютер Кінг. Властивість харизми безвідносна до роду діяльності та її морального змісту: харизматичним лідером з однаковим успіхом може бути і святий, і злочинець.
Повсякденний вираз «У нього є харизма» означає, що людина справляє на інших сильне враження, вони піддаються її чарівності й готові слідувати за нею. Усупереч поширеній думці, цей термін не варто застосовувати для опису чи характеристики неживих предметів (наприклад: «харизматичний дизайн»).

## Релігійне значення
У релігійному значенні харизма є особливим даром Бога, який людина може отримати лише задарма, коли Бог проявить до неї свою приязнь.

### Харизмати священства
Ніхто не може сам собі подати благодать — вона повинна бути дана і подарована. Це передбачає наявність служителів благодаті, які отримали від Христа владу і достоїнство Найдосконалішу жертву для Бога склав Ісус Христос, Втілений Божий Син. Церква складає цю жертву з Ним і через Нього. В цій справі непідмінну роль виконують у Церкві покликані до служіння. Силою особливої участі у священицькій місії Христа, вони заслуговують, щоб називати їх священниками. На відміну від універсального священства, вони репрезентують «сакраментальне священство», «єрархійне священство» (з грец. Hierarchia = свята влада), «священство служіння» (тобто призначене для релігійного служіння). Тому важливо задуматися, що є суттю таїнства священства, чим обдаровує Господь людей, які приймають це таїнство і які завдання перед ними ставить.

### Чернеча харизма
Чернече життя — це організована і тривала форма життя у спільноті охрещених, які сладають обіти вбогості, послуху та чистоти. Внутрішнім змістом цих обітів є віддання себе Богові, служіння Йому, поширення Його слави та співдія з Богом для спасіння людей. Чернече життя має знамення багатовимірного дару, першим виміром є євангелійні ради, які Церква отримала від Христа. Святий Дух діє і є джерелом різних харизм. Основними засадами монашого життя є наступні.
Євангелійна вбогість. Мт. 19, 21; Мт. 5, 3. Христос задля нас «став бідним, бувши багатим, щоб ви його божеством розбагатіли» (2 Кор. 8, 9). Добровільна убогість дає високий степінь свободи духа. Така особа не здобуває скарбів у цьому світі, але дбає про скарби вічні. Слова Христа до багатого юнака, писав Іван Павло ІІ, можна розуміти як заохочення до більше «бути» ніж «мати».
Євангелійна чистота. Відмова від подружньої любові і радості фізичного батьківства задля любові до Бога. Христос стає возлюбленим, єдиною Любов'ю, якій людина віддає своє серце. Богопосвячена чистота можлива і має сенс тільки тоді, коли її «душею» є любов.
Євангелійний послух. Йдеться про наслідування Христа у повному підпорядкуванні Божій волі (Мт 26, 39). Бог промовляє через вуста наставників та настоятелів.
Чернече покликання народжується зі сповненого любові погляду Христа в глибину людського серця. Людина відповідає любов'ю на любов. Таке вибрання не нищить природних дарів, а навпаки доповнює надприродними. Цими дарами людина служить Церкві, яка приймає її обіти та допомагає виконати її завдання. Вклад монаших згромаджень в життя Церкви великий (апостольство, харитативна діяльність, суспільна діяльність). Вони стають живим Євангелієм та закликом для світу жити в любові Бога. Вони є знаком «майбутнього віку», там не будуть одружуватися і виходити заміж (пор. Лук 20), там наступить повне з'єднання з Богом в любові